# Agosta (1934)
Agosta (Q178) – francuski oceaniczny okręt podwodny z okresu międzywojennego i II wojny światowej, jedna z 31 jednostek typu Redoutable. Okręt został zwodowany 30 kwietnia 1934 roku w stoczni Arsenal de Cherbourg w Cherbourgu, a do służby w Marine nationale wszedł 1 lutego 1937 roku. Podczas wojny jednostka pełniła służbę na Atlantyku. 18 czerwca 1940 roku „Agosta” został samozatopiony w Breście, by nie dostał się w ręce Niemców.

## Projekt i budowa
„Agosta” zamówiony został na podstawie programu rozbudowy floty francuskiej z 1930 roku. Projekt (o sygnaturze M6 ) był ulepszeniem pierwszych powojennych francuskich oceanicznych okrętów podwodnych – typu Requin. Poprawie uległa krytykowana w poprzednim typie zbyt mała prędkość osiągana na powierzchni oraz manewrowość. Okręty typu Redoutable miały duży zasięg i silne uzbrojenie; wadą była ciasnota wnętrza, która powodowała trudności w dostępie do zapasów prowiantu i amunicji. Konstruktorem okrętów był inż. Jean-Jacques Roquebert. „Agosta” należał do 3. serii jednostek, które otrzymały silniki Diesla o większej mocy, dzięki czemu osiągały one na powierzchni prędkość 20 węzłów .
„Agosta” zbudowany został w stoczni Arsenal de Cherbourg w Cherbourgu (numer stoczniowy Q53) . Stępkę okrętu położono 2 lutego 1931 roku , a zwodowany został 30 kwietnia 1934 roku.

## Dane taktyczno–techniczne
„Agosta” był dużym, oceanicznym okrętem podwodnym o konstrukcji dwukadłubowej. Długość całkowita wynosiła 92,3 metra (92 metry między pionami), szerokość 8,2 metra i zanurzenie 4,7 metra. Wyporność standardowa w położeniu nawodnym wynosiła 1384 tony (normalna 1570 ton), a w zanurzeniu 2084 tony. Okręt napędzany był na powierzchni przez dwa silniki wysokoprężne Sulzer o łącznej mocy 8000 KM. Napęd podwodny zapewniały dwa silniki elektryczne o łącznej mocy 2000 KM. Dwuśrubowy układ napędowy pozwalał osiągnąć prędkość 20 węzłów na powierzchni i 10 węzłów w zanurzeniu . Zasięg wynosił 10 000 Mm przy prędkości 10 węzłów w położeniu nawodnym (lub 4000 Mm przy prędkości 17 węzłów) oraz 100 Mm przy prędkości 5 węzłów w zanurzeniu. Zbiorniki paliwa mieściły 95 ton oleju napędowego . Dopuszczalna głębokość zanurzenia wynosiła 80 metrów, a czas zanurzenia 45-50 sekund. Autonomiczność okrętu wynosiła 30 dób .
Okręt wyposażony był w siedem wyrzutni torped kalibru 550 mm: cztery na dziobie i jeden potrójny zewnętrzny aparat torpedowy. Prócz tego za kioskiem znajdował się jeden podwójny dwukalibrowy (550 lub 400 mm) aparat torpedowy . Na pokładzie było miejsce na 13 torped, w tym 11 kalibru 550 mm i dwie kalibru 400 mm . Uzbrojenie artyleryjskie stanowiło działo pokładowe kalibru 100 mm M1925 L/45 oraz zdwojone stanowisko wielkokalibrowych karabinów maszynowych Hotchkiss kalibru 13,2 mm L/76 . Jednostka wyposażona też była w hydrofony .
Załoga okrętu składała się z 4 oficerów oraz 57 podoficerów i marynarzy.

## Służba
„Agosta” został przyjęty do służby w Marine nationale 1 lutego 1937 roku . Jednostka otrzymała numer burtowy Q178 . W momencie wybuchu II wojny światowej okręt pełnił służbę na Atlantyku, będąc jednostką flagową 8. dywizjonu 4. eskadry okrętów podwodnych w Breście (w skład której wchodziły ponadto siostrzane okręty „Bévéziers”, „Ouessant” i „Sidi Ferruch”) . Dowódcą okrętu był w tym okresie kmdr ppor. A.E. Beaussant . Od 14 do 22 września „Agosta” (wraz z siostrzanymi jednostkami „Poncelet”, „Persée” i „Ouessant”) patrolowały obszar wokół Azorów w poszukiwaniu niemieckich łamaczy blokady . Po patrolu „Agosta” wraz z „Ouessant” udały się na Martynikę, gdzie dotarły 29 września  . W październiku jednostka nadal przebywała w rejonie Antyli, wychodząc na patrole i uczestnicząc w eskorcie konwojów . 7 stycznia 1940 roku nieopodal Saint-Martin przez sektor patrolowany przez „Agostę” przedarł się niemiecki parowiec „Consul Horn” (8384 BRT), który wyszedł z Aruby i dotarł do Hamburga 19 lutego .
W czerwcu 1940 roku „Agosta” znajdował się w Breście, będąc nadal jednostką flagową 8. dywizjonu 4. eskadry okrętów podwodnych, a jego dowódcą był nadal kmdr ppor. A.E. Beaussant (okręt przechodził remont) . 18 czerwca 1940 roku znajdująca się w stoczni w Breście jednostka została samozatopiona, by uniknąć zdobycia przez zajmujących port Niemców .